# Trigeminusneuralgi
Trigeminusneuralgi är smärta i trillingnervens utbredningsområde. Neuralgi är en allmän medicinsk beteckning för smärta i en nervs utbredningsområde. Nervus trigeminus, eller trillingnerven, är en av kranialnerverna och innerverar en stor del av ansiktet.
Sjukdomen delas upp i klassisk (tidigare kallad idiopatisk) och symtomatisk trigeminusneuralgi. Vid den förstnämnda föreligger antingen en mekanisk orsak i form av en kärlslynga som komprimerar trigeminusroten eller ingen påvisbar orsak alls. Vid symtomatisk trigeminusneuralgi föreligger delvis annorlunda symtomatologi och tumör eller neurologisk sjukdom kan påvisas. Smärtorna misstolkas ofta som kommandes från tänder eller bihålor.  
Initialt under sjukdomsförloppet får man kortvariga intensiva attacker av ansiktssmärta, men efter hand blir de ibland upp till minutlånga och återkommer åtskilliga gånger per dygn.  
Smärtan förläggs till ena ansiktshalvan och kan utlösas av vissa aktiviteter. I undantagsfall drabbas båda sidor. Smärtan framkallar ofta en reflexmässig muskelspasm inom samma ansiktshalva (tic douloureux). Smärtattackerna uppträder åtskilliga gånger dagligen, typiskt i samband med: 
- Födointag
- Tal
- Tvätt av ansiktet
- Tandborstning
- Exponering för kyla eller värme

Lätt beröring, lätt tryck eller vibration mot ett hud- eller slemhinneområde inom den afficierade trigeminusgrenen, den s.k. triggerzonen, kan räcka för att utlösa smärtattacken. Förekomst av en sådan triggerzon krävs för att ställa diagnosen. Detta leder till ett försvårat födointag med viktnedgång som följd. 
Efter en attack uppstår en refraktärperiod  då en ny attack inte kan utlösas inom de närmaste sekunderna/minuterna. 
I över hälften av fallen går besvären i remission efter veckor-månader. De kan återkomma efter cirka ett halvt till några år. Vid bakomliggande tumör är mellanliggande lokal dov värk vanlig. I enstaka fall föreligger en kontinuerlig dov värk, vanligtvis i över- eller underkäken i ena sidan, under lång tid innan regelrätta smärtparoxysmer börjar uppträda.
Höger sida drabbas ungefär dubbelt så ofta som vänster. Hos cirka 5 % blir sjukdomen dubbelsidig. Sjukdomen börjar vanligen inom andra trigeminusgrenens utbredningsområde.
Trigeminusneuralgi är ofarlig som sjukdom, men tenderar att begränsa den drabbades liv, då mycket av personens energi går åt till att undvika attackerna. Sjukdomen är ovanlig, med uppskattningsvis 150 drabbade av en miljon.
Trigeminusneuralgi kan inte behandlas med smärtstillande medel, men däremot med läkemedel mot epilepsi, bland annat karbamazepin. Sjukdomen kan även behandlas med kirurgi.